# Óscar Martín de Burgos
Óscar Martín de Burgos (Burgos, enero de 1972) es un escultor y artista plástico español.

## Biografía
Se forma en Escultura en la Escuela de Arte y Superior de Diseño de Alicante y en la Escuela de Arte y Superior de Diseño de Burgos. Amplía sus estudios en  Diseño Urbano, ambiental y paisaje. Discípulo del maestro escultor y polifacético Eduardo Lastres de Alicante.
Su obra es simbólica y busca el encuentro entre lo primitivo, el presente y el futuro. Su inspiración es espiritual, ajeno a religiones o dogmas. Trabaja principalmente con metales (bronce, latón, aluminio, plata) y polímeros.

## Eventos culturales
- Festival Internacional Escena Abierta de Burgos (2005) con su acción plástica “Breakdown Sound Room” en el Museo de Arte Contemporáneo de Burgos CAB.[4][5]
- II Festival de Músicas de Cine (2005) que organiza la Universidad de Burgos. Sonorizando en directo el film “El Clérigo y la Caracola” de Germaine Dulac en Espacio Tangente.[6]
- Instala su escultura monumental en bronce “Cid Campeador” (2009) situada en la bienvenida a la ciudad de Burgos con una escultura, en la autopista A1 241 km de Burgos.[7]
- Proyecto Ductos de la Bienal OFF de Dakar (Senegal, 2010), participa con una escultura.[8]
- Instala su obra monumental “Neolito” en el Hospital Universitario de Burgos (2013).[9]
- Instala su pieza mural de alto relieve “Semilla” en la sede central de la Fundación Caritas en Burgos (2013).[10]
- Exposición de varias piezas en el Colegio Oficial de Arquitectos Técnicos (Burgos, 2016).[11]
- Proyecto “Enlaza 2018”, organizado por la Escuela Superior de Arte y Diseño de Burgos - EASD Burgos. Presenta su conferencia “Me llamo Oscar Martín y soy un vaca lechera” (2016)[12]
- Instala su escultura corporativa que servirá de galardón en la capilla del Corpus Christi de la Catedral de Burgos, con motivo de su VIII Centenario.[13][14]